# Nzema
Nzema – lud Akan liczący około 450 tys. osób, z których 338 tys. żyje w południowo-zachodniej Ghanie i 113 tys. na południowym wschodzie Wybrzeża Kości Słoniowej. Mówią językiem nzema, zwanym też nzima albo appolo.
Nzema to przeważnie rolnicy. Zgodnie z tradycyjnym kalendarzem, dni robocze są uporządkowane w cyklach siedmiodniowych, a te z kolei w cyklach 3-tygodniowych. Religijne święto Kundum jest obchodzone dorocznie na obszarze Ahanta-Nzema.
Wśród Nzema obowiązuje matrylinearny system pokrewieństwa. Według Joshua Project są najbardziej chrześcijańskim plemieniem w Ghanie (98%) i na Wybrzeżu Kości Słoniowej (95%).